# Domenico Mazzoni (pittore)
Domenico Mazzoni (Caneva, 8 settembre 1852 – Udine, 30 maggio 1923) è stato un pittore italiano.

## Biografia
Si avvicinò alla pittura in tenera età osservando lo zio Giovanni Battista Benardelli. Ebbe una formazione classica e dopo aver conseguito la licenza liceale si iscrisse all’Accademia di belle arti di Venezia e quindi alla Scuola di elementi di figura e prospettiva dell’Accademia di belle arti di Brera a Milano. Nonostante si fosse trasferito a Milano per completare la sua formazione artistica, rimase in contatto con il pittore Luigi Nono e con il critico d'arte Pompeo Gherardo Molmenti. Tra le sue opere si ricorda Il Cansiglio esposta alla Galleria internazionale d’arte moderna di Venezia a Ca' Pesaro.
Così come lo zio fu un pittore essenzialmente paesaggista, ma anche ritrattista, e appartenne alla corrente che oltre a Luigi Nono comprendeva anche Guglielmo Ciardi e Giacomo Favretto.
Oltre che alla pittura iniziò ad occuparsi dell'emergente fotografia. Dopo aver tenuto delle mostre personali, principalmente nella sua regione, nel 1897 espose un'opera alla Biennale di Venezia. Sporadicamente fu presente anche a mostre collettive a Torino e a Milano. Nel 1903 tornò ad esporre nella sua regione con una serie di opere all’Esposizione regionale di Udine.
Negli ultimi anni della sua vita si ritirò ad Udine dove morì il 30 maggio 1923.